# Julien Maury
Julien Maury (París, 1978) és un director de cinema i guionista francès.

## Biografia
Llicenciat a l'ESRA, Julien Maury va començar com a operador de càmera, principalment per a televisió abans de dirigir diversos making-of per a la sèrie Un gars, une fille, així com clips i pel·lícules institucionals.
El 2006 va conèixer Alexandre Bustillo amb qui va fer la pel·lícula À l'intérieur (2007), una pel·lícula de terror protagonitzada per Béatrice Dalle i Alysson Paradis. La pel·lícula va ser seleccionada per a la Setmana de la Crítica del 60è Festival Internacional de Cinema de Canes i va ser elegible per a la Camera d'or.
Aleshores, el duet de directors va rebutjar diverses propostes nord-americanes, com ara els remakes de Hellraiser, de Malson a Elm Street i Halloween.
El 2011, juntament amb Alexandre Bustillo, Julien Maury va dirigir Livide, una pel·lícula de cases encantades.
L'any 2014, Julien Maury va dirigir amb Alexandre Bustillo, la pel·lícula Aux yeux des vivants, presentada al Festival SXSW d'Austin.
El 2017, amb Alexandre Bustillo, va dirigir Leatherface, la vuitena pel·lícula de la sèrie The Texas Chainsaw Massacre (producció americana). Preqüela de la pel·lícula de culte de Tobe Hooper, la pel·lícula se centra en l'adolescència de l'assassí.
El 2020, Julien Maury va rodar la pel·lícula Kandisha amb Alexandre Bustillo.
El 2021, va dirigir, de nou amb Alexandre Bustillo, la pel·lícula The Deep House, una pel·lícula de terror protagonitzada per Camille Rowe i James Jagger (fill de Mick ) .
El 2024, va dirigir la pel·lícula "Le mangeur d'âmes", protagonitzada, entre d'altres, per Virginie Ledoyen, Sandrine Bonnaire i Francis Renaud.
"Le mangeur d'âmes" obtient la meilleure moyenne par salle des démarrages à Paris.

## Filmografia
- 2007 : À l'intérieur amb Alexandre Bustillo
- 2011 : Livide amb Alexandre Bustillo
- 2014 : Aux yeux des vivants amb Alexandre Bustillo
- 2014 : ABCs of Death 2, segment Xylophone amb Alexandre Bustillo
- 2017 : Leatherface amb Alexandre Bustillo
- 2020 : Kandisha amb Alexandre Bustillo
- 2021 : The Deep House amb Alexandre Bustillo
- 2024 : Le Mangeur d’âmes amb Alexandre Bustillo